# Михаило Кантакузин Шејтаноглу
Михаило Кантакузин (грч. Μιχαήλ Καντακουζηνός) био је утицајни османски великаш, близак великом везиру Соколовићу. Добио је османски надимак Шејтаноглу (син шејтана (ђавола)), због интрига и утицаја које су постојале на османском двору за време владавине султана Сулејмана I Величанственог и већег дела владавине султана Селима II.
Он је такође заслужан за признање Московске патријаршије и царске титуле Ивану IV Грозном. Био је рођак првог руског цара.
Био је архонт Константинопоља. На своја писма је стављао печат (византијског) двоглавог орла. Можда је био најбогатији човек у Османском царству.
Обешен је на улазу његове палате у селу Анхиалу 3. марта 1578. године, по налогу султана Мурата III.
Тачно 3 века након што је обешен, према Санстефанском споразуму, Србија је постала независна држава. У руској класичној литератури његов уметнички лик је поново „оживио“ Павел Смердјаков у роману Браћа Карамазови.
Михаило Кантакузин или Кантакузен (Грчки: Μιχαὴλ Καντακουζηνός, 1510 – умро 3. марта 1578), познат по надимку Şeytanoğlu (на Турском „ђавољи син“), био је османски грчки магнат, познат по свом огромном богатству и политичком утицају. До његовог пада из милости и погубљења 1578. године, доминирао је пословима грчке православне заједнице (милет) Османског царства, одговоран за успон и пад епископа и патријарха.

## Порекло
Ништа се не зна о пореклу и раном животу Михаила Кантакузина. Иако носи презиме једне од најистакнутијих династија касног Византијског царства, било је уобичајено међу богатим Грцима тог времена да узимају византијска презимена и тврде да потичу од познатих племићких кућа њихове византијске прошлости. О самом Михаилу Кантакузину, немачки капелан Стефан Герлах, који је у то време живео у Цариграду, изнео је своје мишљење да је он заправо син енглеског амбасадора, али савремени научници то углавном одбацују. Угледни византиста из XX века Стивен Рансиман је у сваком случају сматрао да је Михаило Кантакузин „можда једина особа чија је тврдња да је у директној линији од византијских царева била аутентична“. С друге стране, према Доналду Николу, „[...] историчари су се заиста трудили да покажу да је [...] од свих византијских царских породица она од Михаила Кантакузина једина за коју се истина може рећи да је опстала до данас; али линија сукцесије после средине петнаестог века је, у најмању руку, неизвесна.“

## Живот
Михаило Кантакузин је стекао своје богатство успешним трговачким спекулацијама, што му је омогућило да се бави уносном пореском пољопривредом у провинцијама Османског царства. У томе се толико истакао својом грабљивошћу и строгошћу према својим хришћанским сународницима да је стекао епитет „Ђавољи син“ (тур. Şeytanoğlu често пренесено као Shaytanoglu).
Такође је обезбедио профитабилни монопол на солану у Анхијалу и цариградску царину, као и на рибарство и монопол на трговину крзном са Московом, за коју се само говорило да му доноси годишњи приход од 60.000 дуката. Његово богатство је било такво да је после уништења османске флоте у бици код Лепанта 1571. године могао да изгради и опреми 60 галија из сопствених средстава. Његова моћ је била подржана и обезбеђена његовим блиским односом са моћним великим везиром, Соколу Мехмед пашом, и другим важним личностима на османском двору, који су добијали део његовог профита.
Михаило је тако постао најугледнији и најмоћнији од свих грчких магната (архонта) османске престонице. Његов утицај је био толики да су га савременици називали „стубом” грчке нације, а савремени немачки научник Мартин Крузијус га је назвао „богом” Грка. У знак своје моћи, своја писма је запечатио двоглавим орлом византијских царева.
Сходно томе, Михаило је играо активну улогу у продаји канцеларија унутар грчке православне заједнице (милет), почевши од провинцијских епископских седишта до Цариградске патријаршије, па чак и две подунавске кнежевине Молдавије и Влашке. Тако је 1565. године, сменио популарног патријарха Јоасафа II и на његово место поставио патријарха Митрофана III, коме је већ раније помогао да стекне епископије Ларисе и Хиоса. У замену, патријарх Митрофан III се обавезао да ће Михаилу Кантакузину плаћати суму од 2.000 флорина годишње током осам година; део тога је, наравно, наставило да пуни џепове паше Мехмеда Соколовића.
Иако је испрва био вољни помоћник у разним Михаиловим плановима, патријарх Митрофан III се на крају посвађао са Михаилом Кантакузином и био је свргнут 1572. године, усред навода о издајничким контактима са западним силама. Михаило је такође довео до слома кнеза Влашке Петра, и изгледа да је добио контролу над приходима и Влашке и Молдавије, које је високо опорезовао.
Михаило је више волео да живи у Анхијалу, граду готово искључиво насељеном Грцима, где је саградио величанствену палату која је коштала 20.000 дуката и за коју се говорило да се такмичи са султановом. Ипак, његова екстраваганција је изазвала завист и непријатељство не само његових сународника Грка, већ и Турака, а када је утицај његовог покровитеља Соколу Мехмед - паше почео да опада, његови непријатељи су ударили: јула 1576. године био је ухапшен и имовина му је конфискована, али је успео да спасе свој живот на интервенцију Мехмед - паше Соколовића. Михаило Кантакузин је успео да поново стекне своје богатство, али је поново оптужен за заверу против султана, и 3. марта 1578. године, обешен је на капији своје палате у Анхијалу.
Његова имовина, укључујући „скоро бесконачан број“ одеће од свиле, броката или сомота, украшене златом и рубинима и другим драгим камењем, као и коњи и други драгоцени предмети, продати су на аукцији. Афера је била толиких размера да је куповина нечега „на Шејтаноглуовој аукцији“ постала пословична за будуће генерације. Међу продатим предметима била је Кантакузинова велика библиотека, која се састојала од многих вредних рукописа. Највише су га откупљивали светогорски манастири који су се у ту сврху удружили.

## Породица
Михаило се женио два пута. Његова прва жена је непозната, али је са њом имао најмање једну ћерку, која се удала за члана породице Ралис.
Његова друга жена, са којом се оженио у поодмаклим годинама, била је ћерка влашког војводе Мирче и војвоткиње Доамне Чиајне, али је одбила да га прати у Цариград. Овде долази до забуне са његовим братом Јоанисом (Иани), који је требало да се ожени том принцезом. Михаило се оженио кћерком другог војводе Влашке, Мирчета III, унуком војводе Влада III Дракуле (Влада Набијача).
Три Михаилова сина, Андроник (рођен 1553. године), Димитрије (рођен 1566. године) и Јован (рођен 1570. године), су га надживели. Андроник је успео да поврати део очевог богатства и, као и он, доспео је до положаја творца влашких владара: управо је он именовао Михаила Храброг за војводу Влашке 1593. године, а две његове сестре биле су удате за Михаиловог претходника, кнеза Стефана Глувог и полубрата кнеза Петра Глувог од Молдавије, Арона).